# Jan Karszo-Siedlewski
Jan Karszo-Siedlewski (ur. 1 grudnia 1891 w Warszawie, zm. 8 lipca 1955 w Waszyngtonie) – polski dyplomata i urzędnik konsularny.

## Życiorys
Urodził się w starej rodzinie szlacheckiej wyznania ewangelicko-reformowanego spokrewnionej z burżuazją Warszawy i Lublina. Był synem Władysława Karszo - Siedlewskiego (1859 – 1939) i jego żony Anieli z Grodzińskich (zm. 1913).
Od 15 stycznia 1919 w służbie dyplomatycznej II Rzeczypospolitej, początkowo jako starszy referent w Wydziale Dyplomatycznym, a następnie przeszedł do służby konsularnej. Od 13 lutego 1920 do 11 lipca 1922 konsul generalny RP w Opolu. Po półrocznym pobycie w centrali MSZ od 1 grudnia 1922 sekretarz legacyjny poselstwa RP w Belgradzie, następnie radca poselstwa w Pradze (1 grudnia 1924 – 31 października 1930) i w Moskwie (1 października 1931 – 1 maja 1932). W latach następnych w Charkowie (1932-1934) i Kijowie (1935-1938), radca ambasady w Moskwie.
1 grudnia 1938 mianowany posłem nadzwyczajnym i ministrem pełnomocnym w Iranie i w Iraku, z siedzibą w Teheranie. Zakres terytorialny jego misji został rozszerzony na Afganistan. Funkcję sprawował do 30 czerwca 1942, po czym do 28 lutego 1943 kierował Konsulatem Generalnym RP w Bejrucie. Po wyjeździe do centrali MSZ do Londynu (Rząd RP na uchodźstwie), do 5 lipca 1945 pełnił funkcję zastępcy sekretarza generalnego MSZ.
Po II wojnie światowej pozostał na uchodźstwie, mieszkał w USA, pracował w Komitecie Wolnej Europy i w Bibliotece Kongresu USA.
Żonaty, z Lydią Andrew 2 voto Mokszycką, nie miał dzieci. Jego bratem był Tadeusz Karszo-Siedlewski, senator RP.  Ich siostra Aniela była żoną Sylwina Strakacza, asystenta i spadkobiercy Ignacego Paderewskiego.

## Ordery i odznaczenia
- Krzyż Kawalerski Orderu Odrodzenia Polski (2 maja 1923)[4][5]
- Krzyż Komandorski z Gwiazdą Orderu Korony Rumunii (Rumunia, 1937)[6]